# 전수린
전수린(全壽麟, 1907년 2월 15일 ~ 1984년 11월 28일)은 일제강점기부터 활동한 대한민국의 대중음악 작곡가이다. 본명은 전수남(全壽南)이다.

## 생애
경기도 개성 출신으로 송도고등보통학교에서 수학하였다. 학창 시절에 기독교 모임에서 서양음악을 접했으며, 호수돈여자고등보통학교 교장이던 선교사에게 바이올린을 배우기도 했다.
1920년대 후반에 무용가 조택원의 소개를 받아 동반예술단에 입단하면서 취성좌 등 연극 극단의 악사와 작곡가로 일하기 시작했다. 홍난파가 이끌던 연악회에도 참여하는 등 1930년대 초반에는 이미 작곡 실력을 인정받기 시작했다.
정식으로 작곡가로서의 명성을 알리게 된 것은 1932년에 빅타레코드에서 출반한 이애리수의 노래 〈황성의 적〉이 큰 히트를 기록하면서부터이다. 이 노래는 정식 발매 수년 전부터 취성좌에서 이애리수가 연극 막간에 부르면서 알려진 곡으로, 전수린이 1920년대 후반에 작곡한 것으로 알려져 있다. 순회 공연을 펼치다가 고향인 개성에서 왕평과 함께 만월대를 산책하던 중 악상이 떠올라 작곡했다는 일화가 있다.
〈황성의 적〉은 1980년대에 주현미가 장조 트로트로 인기를 얻기 전까지 약 50년 이상 한국에서 대중가요의 주류를 이룬 단조 트로트의 시대를 본격적으로 연 곡이라 의미가 깊다. 전수린은 〈황성의 적〉의 성공 이후 김교성과 함께 1930년대 초중반을 대표하는 작곡가가 되었다.
전수린이 작곡한 노래는 신민요에서부터 트로트와 서양풍의 음악까지 여러 분야에 걸쳐 있다. 신민요 색채가 강한 이애리수의 〈에라 좋구나〉, 전형적인 트로트곡인 황금심의 〈알뜰한 당신〉, 재즈와 블루스가 트로트에 접합된 박단마의 〈나는 열일곱살〉, 황금심의 〈외로운 가로등〉이 대표적인 예이다.
1940년에는 창씨개명한 자신의 이름을 딴 다마가와 위문단을 조직하여 만주와 일본 등지를 순회하며 위문공연을 벌였고, 태평양 전쟁 종전 후에는 악기점을 경영하기도 했다. 1960년대까지 방송극 《강화도령》 주제가를 작곡하며 활동하였으며, 1970년대에 창립된 한국가요반세기작가동지회 초대회장을 역임했다.

## 참고자료
- 강옥희,이영미,이순진,이승희 (2006년 12월 15일). 《식민지시대 대중예술인 사전》. 서울: 소도. 308~309쪽쪽. ISBN 9788990626264.